# Medievistica
La medievalistica (o medievistica, parola entrata in uso in italiano negli ultimi tre decenni del XX secolo), indica l'ambito di studi relativi in senso lato al Medioevo, ambito articolato in molti settori, fra i quali possiamo citare in primis la storia medievale.

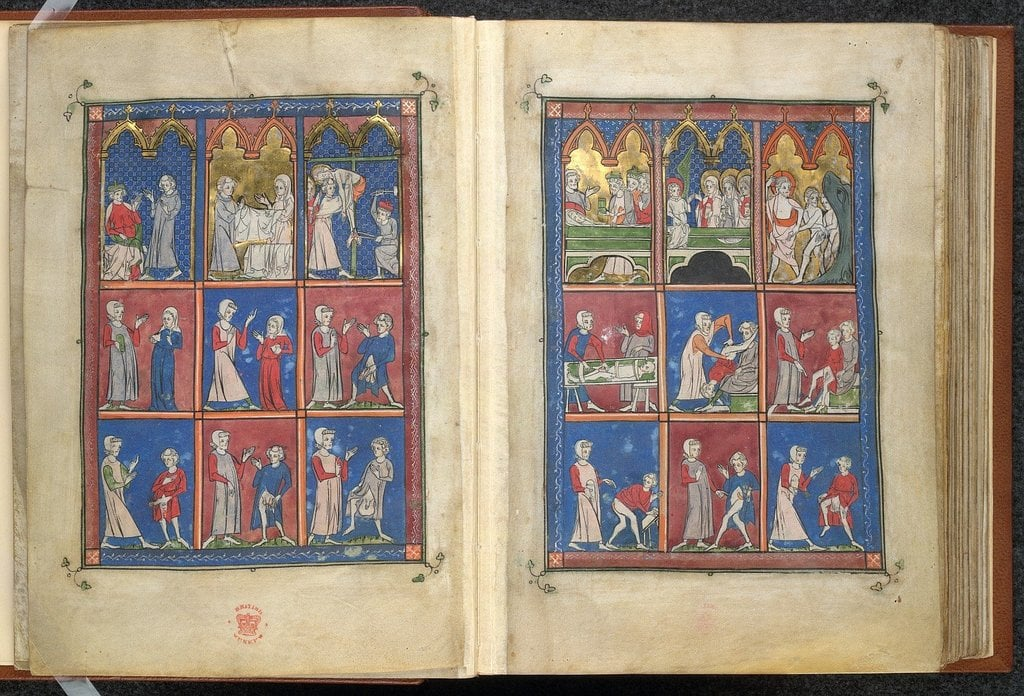
Testi e miniature tipiche del Medioevo.

Altre sottocategorie più specialistiche che possono essere ricordate sono la diplomatica, la paleografia, in particolare quella latina, la filologia medievale e umanistica, la filologia mediolatina, in parte anche la filologia bizantina, le filologie delle lingue volgari neolatine, germaniche, slave, greco-bizantine, la storia della letteratura, della Chiesa, della filosofia, dell'arte e del diritto, l'archeologia, oltre ai miti e alle leggende, tutti argomenti riferiti al territorio europeo nei secoli convenzionalmente compresi nella definizione di Medioevo.

## Istituti di ricerca italiani
In Italia vi sono diversi istituti di ricerca ed alta formazione dedicati allo studio della cultura medievale. Fra i più attivi si annoverano l'Istituto storico italiano per il Medio Evo, il Centro italiano di studi sull'alto medioevo di Spoleto e la Società internazionale per lo studio del Medioevo latino.